# Det mörknar öfver vägen
Det mörknar öfver vägen från 1907 är Hjalmar Söderbergs tredje novellsamling. Den beskrivs som en mindre enhetlig samling noveller, men karakteriseras liksom Historietter av vemod, stillsamt allvar och en impressionistisk blick för ett avgörande ögonblick eller en ödesmättad situation.  
Samlingen innehåller en fin barndomsskildring i novellen Oskicket och den socialrealistiska novellen Blom, som handlar om en fånge, vilken just avtjänat sitt straff på Långholmen. Novellsamlingen innehåller även en av Söderbergs mycket tidiga noveller – Flodfart – som är ett reseminne från Värmland.
Som Bure Holmbäck konstaterar i sin stora biografi Hjalmar Söderberg. Ett författarliv (1988) levde Söderberg vid denna tid under knappa förhållanden, och en ny bok var av nöden för att om möjligt förbättra ekonomin. Därför kom Det mörknar öfver vägen att bli en mycket skiftande samling vad gäller novellernas ämnesval och utförande. Dock präglas den, liksom Historietter och även Främlingarna, av Söderbergs vemod och allvar.

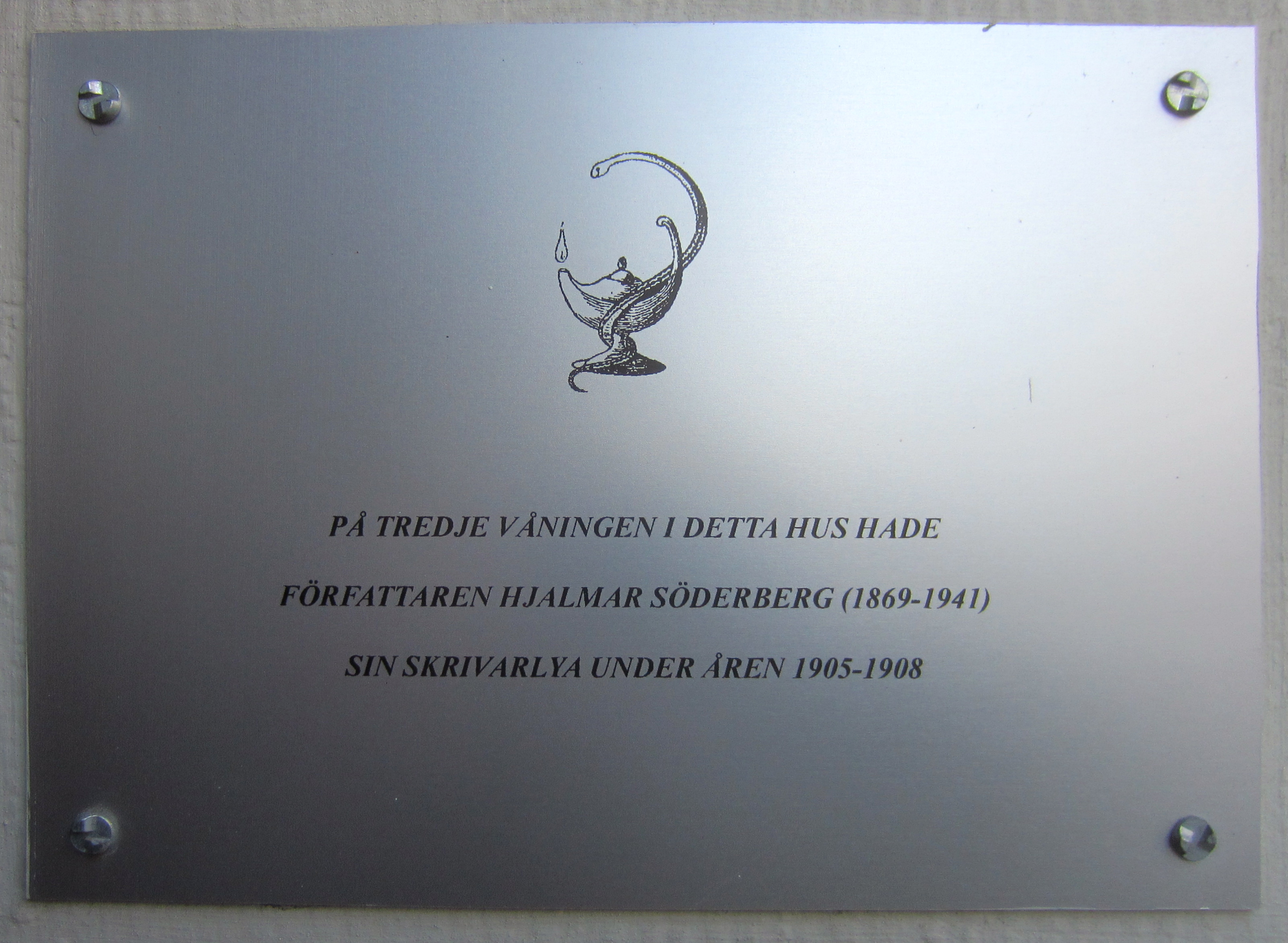
Plakett vid porten av Rådmansgatan 73 i Stockholm där Söderberg hade en dubblett 1905–1908.

Tre av samlingens noveller – Sibyllans grotta, Karlavagnens inlägg och  Det mörknar öfver vägen – tillkom under 1907 när Söderberg hade en skrivarlägenhet på två rum tre trappor upp på Rådmansgatan 73 under åren 1905–1908. De övriga novellerna är tidigare –  från Flodfart (1893) till Skalder och folk (1906).

## Innehåll
Samlingen innehåller sammanlagt följande 17 noveller:
- Sibyllans grotta (nov 1907), skriven för samlingen.
- Blom (1903)
- Kinesen (1905-1906)
- Den brinnande staden (1905)
- Drömmen om ålderdomen (1904)
- Kyssen (1903)
- Gärda (1905)
- Oskicket (juni 1906)
- Arkimedes punkt (1898)
- Skalder och folk (juni 1906)
- Generalkonsuln på slottsbal (1905)
- Rugg, Hundar (1901)
- Underbara ting (feb 1898) - senare utvidgad och omarbetad till pjäsen ”Aftonstjärnan”.
- En Stockholmskrönika från sekelskiftet, En Stockholmskrönika (julen 1900)
- Flodfart (okt 1893)
- Karlavagnens inlägg (nov 1907), skriven för samlingen.
- Det mörknar öfver vägen (nov 1907), skriven för samlingen.

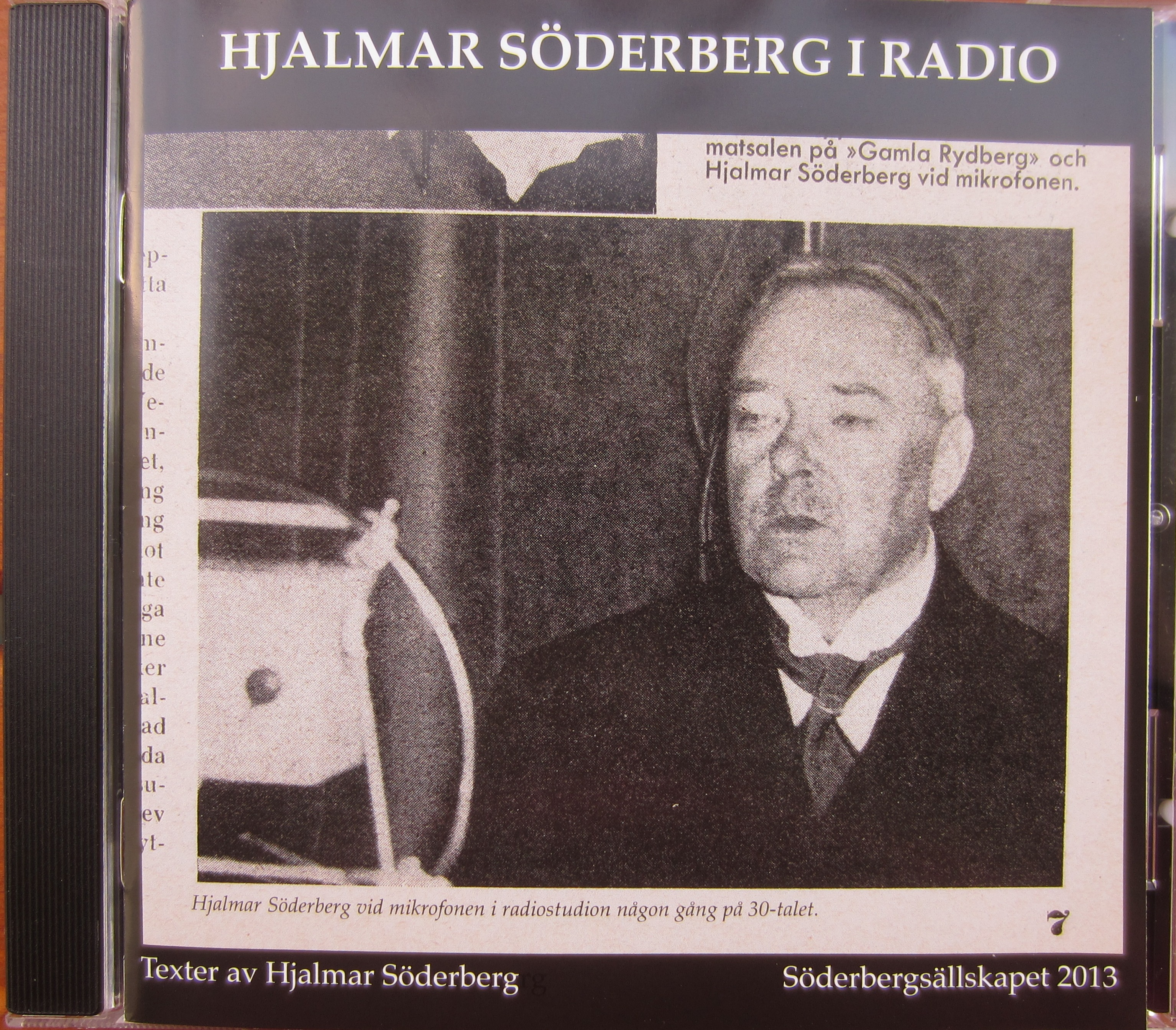
Hjalmar Söderberg i radio, CD-skiva utgiven av Söderbergsällskapet (2013).

## Uppläsning i radio av en Söderbergsnovell
Söderbergsällskapet gav 2013 ut en CD-skiva kallad ”Hjalmar Söderberg i radio”. Den innehåller sex inspelningar med en speltid på nära 59 minuter. Två av dessa är uppläsningar på 11 minuter av Söderberg själv. Den ena när han läser - och sjunger ett sopranparti - ur ”En Stockholmskrönika från sekelskiftet”, inspelad den 28 augusti 1934.